# عبد المالك احسيسن
عبد المالك احسيسن (28 يناير 1991) هو لاعب كرة قدم مغربي يلعب كلاعب خط وسط لنادي تولون. ولد في فرنسا، ومثل المغرب دولياً.

## مهنة النادي
انضم عبد المالك إلى نيم في سن العاشرة، وتدرب في صفوف فريق الشباب، باستثناء موسم واحد مع أليس عندما كان في الثالثة عشرة من عمره. وشارك لأول مرة في الدوري الفرنسي الدرجة الثانية في 10 مايو 2011 ضد فريق فان. وفي يونيو 2011 وقع أول عقد احترافي له مع النادي.
بعد ثلاثة مواسم مع الفريق الأول في دوري الدرجة الثانية، خاض فيه 61 مباراة، غادر نادي نيم في صيف 2015. أمضى عامًا في المغرب ثم عاد إلى فرنسا مع نادي ليون دوشير في صيف 2016.

غادر نادي ليون دوشير في نهاية الموسم، وبقي بدون نادٍ لفترة. بعدها وقع مع نادي نيم في نهاية شهر أكتوبر 2017. وبسبب الإصابات والإيقافات في الفريق الأول حصل على فرصة للعب في دوري الدرجة الثانية، لعب ثلاث مباريات (وعشر مباريات على مقاعد البدلاء) قبل نهاية موسم 2017–18.
في يونيو 2021 وقع مع نادي تولون.

## مهنة دولية
ولد عبد المالك في فرنسا وهو من أصول مغربية، لعب مرتين دوليًا مع منتخب المغرب تحت 21 عامًا.

## روابط خارجية
- عبد المالك احسيسن على موقع رابطة كرة القدم الفرنسية للمحترفين (الإنجليزية)
- عبد المالك احسيسن على موقع قاعدة بيانات كرة القدم.إي يو (الإنجليزية)
- عبد المالك احسيسن على موقع Soccerway.com (الإنجليزية)